# Johannes Marcus Marci

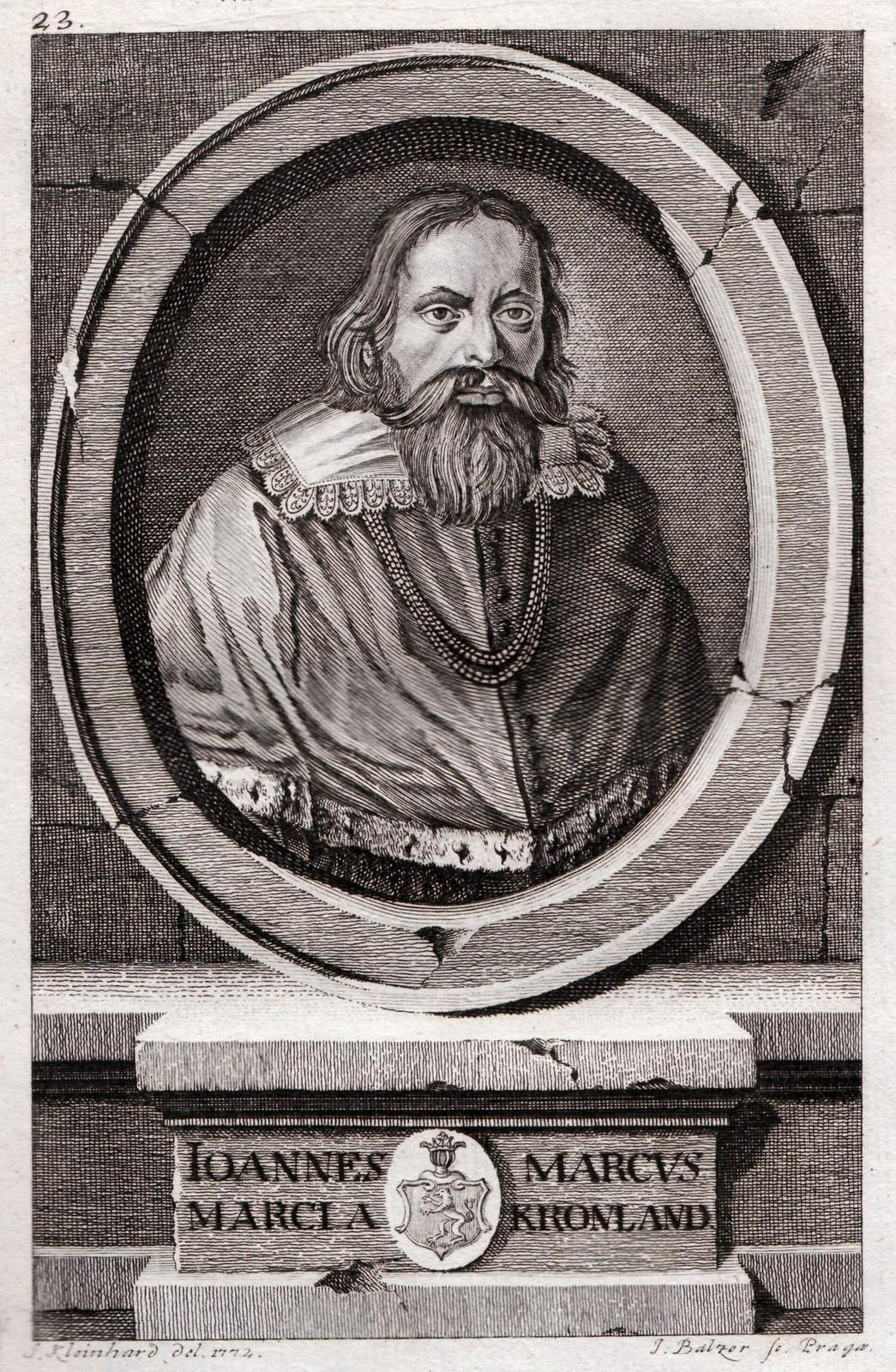
Johannes Marcus Marci
Kupferstich von Johann Balzer (1772)

Johann Marcus Marci von Kronland (lateinisch Johannes Marcus Marci de Cronland; tschechisch Jan Marek Marci z Kronlandu; * 13. Juni 1595 in Landskron, Chrudimer Kreis, Königreich Böhmen; † 10. April 1667 in Prag) war ein Mediziner und Naturwissenschaftler.

## Leben
Johannes Marcus Marci war der Sohn eines Gutsverwalters. Ab 1608 besuchte er das Jesuitenkolleg Neuhaus. Da er ein Priesteramt anstrebte, studierte er Philosophie und Theologie in Olmütz. 1618 brach er die Ausbildung ab und studierte danach Medizin an der Karls-Universität Prag.
Von 1626 an war Marci praktizierender Arzt. Später wurde er als Professor an die Karls-Universität berufen, an der er zeitweise das Amt des Dekans und Rektors bekleidete.
1638 traf er den Jesuiten und Gelehrten Athanasius Kircher, mit dem ihn eine lange Freundschaft verband. Kircher vermittelte ihm Kenntnisse der Orientalischen Sprachen, insbesondere des Arabischen.
Während der Belagerung Prags im Dreißigjährigen Krieg kommandierte Marci 1648 eine studentische Militäreinheit, die er selbst aufgestellt hatte. Für seine Verdienste im Felde wurde er 1654 als Johannes Marcus Marci de Cronland nobilitiert. 
Marci war daneben Leibarzt der Habsburger Kaiser Ferdinand III. und Leopold I.
Als Wissenschaftler forschte Marci auf den Gebieten der Medizin, Mechanik, Optik und der Mathematik.
- In der Veröffentlichung De proportione motus (1639) beschrieb er, schon vor Isaac Newton, seine Theorie von der Kollision von Körpern.[1]
- Seine Erkenntnisse in der Optik veröffentlichte er in Thaumantias liber de arcu caelesti (1648) und Dissertatio de natura iridis (1650). Dort beschreibt er mehr als 50 Jahre vor Newtons Opticks dessen „Experimentum crucis“ und die Aufteilung des weißen Lichts in Farben verschiedener Brechbarkeit.[2] Außerdem nimmt er das Huygenssche Prinzip der Elementarwellen vorweg. Thaumantias war sowohl Huygens als auch in der Royal Society bekannt.[3]
- In seinen medizinischen Arbeiten beschäftigte sich Marci sowohl mit philosophischen als auch mit theologischen Fragen. Als Anhänger der Schule des Paracelsus erneuerte er die Vorstellung, dass ein organischer Körper aus einem Samen entsteht.
- Marci widmete sich besonders Themen, die heute unter Neurologie und Physiologie fallen. Dazu gehörte etwa die Untersuchung des Ursprungs von Epileptischen Anfällen.

Er war zeitweise im Besitz des Voynich-Manuskripts.

## Trivia
Der Mondkrater Marci ist nach ihm benannt.